# Den røde tråd (film)
 For alternative betydninger, se Den røde tråd (sang).
 For alternative betydninger, se Den røde tråd. (Se også artikler, som begynder med Den røde tråd)
Den røde tråd er en dansk film fra 1989. Filmen bliver også kaldt Shu-bi-dua-filmen. Den blev indspillet efter at Michael Bundesen var kommet tilbage i gruppen og albummet Shu-bi-dua 12 ikke havde opnået så stor succes. Manuskriptet blev skrevet af Bundesen, Michael Hardinger og Jørgen Thorup, mens Piv Bernth instruerede
Filmen blev sablet ned af anmelderne, og den blev langt fra nogen publikumssucces.
I 2010 blev filmen udgivet på DVD for første gang, da den var med i bokssættet Shu-bi-dua 1-18, der indeholdt hele gruppens bagkatalog. I forbindelse med udgivelsen blev filmen vist i biografen ved en formiddagsvisning i København og Aarhus, hvor hhv. Michael Bundesen og Michael Hardinger præsenterede filmen.

## Handling
Efter befrielsen i 1945 skjuler den tyske Oberst Heinecken (Thomas Eje) det tyske rigsguld på frk. Jensens (Birgit Sadolin) Pensionat i Sommerby, efter at være blevet jagtet af både engelske, sovjetiske og amerikanske soldater.
I 1989 rejser Heineckens søn til Sommerby for at lede efter guldet. Samtidig kommer Tre amerikanske sergenter (Michael Bundesen, Michael Hardinger og Kim Daugaard), som alle boede på pensionatet ved krigens ophør, kommer også til pensionatet, og nu går jagten på guldet.

## Medvirkende
- Thomas Eje
- Michael Bundesen
- Michael Hardinger
- Claus Asmussen
- Jørgen Thorup
- Ulf Pilgaard
- Birgit Sadolin
- Claus Ryskjær